# ماريون مسسورري
ماريون مسسورري (بالإنجليزية: Marion McCorry)‏ هي ممثلة أمريكية، ولدت في 10 أكتوبر 1945 بنيويورك في الولايات المتحدة.

## أعمال

### أفلام
- (2002) الإشارات[4]

## وصلات خارجية
- ماريون مسسورري على موقع IMDb (الإنجليزية)
- ماريون مسسورري على موقع قاعدة بيانات الفيلم (الإنجليزية)